# Contra (album)
Pour les articles homonymes, voir Contra.
Albums de Vampire Weekend
Vampire Weekend
(2008) Modern Vampires of the City
(2013)
Contra est le deuxième album de Vampire Weekend, sorti le 11 janvier 2010.

## Liste des titres

### Album
Toutes les chansons ont été écrites par Ezra Koenig, sauf mentions contraires. La musique a été entièrement composée par Vampire Weekend, excepté Taxi Cab et I Think Ur a Contra, composées par Rostam Batmanglij et Ezra Koenig.
1. Horchata - 3:26 (Ezra Koenig, Rostam Batmanglij)
2. White Sky - 2:58
3. Holiday - 2:18
4. California English - 2:30
5. Taxi Cab - 3:55
6. Run - 3:52
7. Cousins - 2:25
8. Giving Up the Gun - 4:46
9. Diplomat's Son - 6:01 (Ezra Koenig, Rostam Batmanglij)
10. I Think Ur a Contra - 4:29

### Bonus iTunes
1. Giant - 2:50

### Release Bonus Disc
1. Contramelt A - 6:11
2. Contramelt B - 4:36
3. Cousinz (Toy Selectah Mex-More Remix) - 3:20

## Musiciens
- Ezra Koenig (chant, guitare)
- Rostam Batmanglij (clavier, guitare, chant)
- Chris Tomson (batterie)
- Chris Baio (basse)

## Anecdotes
- Le nom de l'album est en contraste avec l'album des Clash Sandinista!. En effet, les Contras étaient des contre-révolutionnaires opposés au mouvement sandiniste. Ezra Koening dit s'être inspiré de Joe Strummer pour les paroles de "Taxi Cab"[1]. De plus, dans les paroles de "I Think Ur a Contra", apparaît la phrase Complete Control, titre d'une chanson des Clash. Enfin, le titre "Diplomat's Son" est aussi une référence à Joe Strummer[2].
- Le titre de l'album fait également référence au jeu vidéo Contra[3].
- Le morceau "Diplomat's Son" sample la chanson "Hussel" de M.I.A..
- Le groupe ainsi que le photographe qui a créé la pochette de l'album sont poursuivis en justice le 14 juillet 2010 par Ann Kirsten Kennis qui prétend que sa photo (prise en 1983) a été utilisée sans son accord. Le mannequin réclame 2M$ de dédommagement[4]. En août 2011, un accord à l'amiable, contre le versement d'une somme dont le montant n'a pas été communiqué, intervient entre le groupe et son label et Ann Kirsten Kennis[5].

## Certifications
| Pays                  | Certification | Unités certifiées |
| --------------------- | ------------- | ----------------- |
| Australie (ARIA)      | Or            | 35 000            |
| Canada (Music Canada) | Or            | 40 000            |
| États-Unis (RIAA)     | Or            | 500 000           |
| Royaume-Uni (BPI)     | Or            | 100 000           |

## Sources
- Cet article est issue en grande partie de l'article en anglais Contra (album).